# Ruslan Zacharov
Ruslan Al'bertovič Zacharov (in russo Руслан Альбертович Захаров?; Gorkij, 24 marzo 1987) è un pattinatore di short track e pattinatore di velocità su ghiaccio russo, campione olimpico nella staffetta di short track ai Giochi di Soči 2014.

## Palmarès

### Short track

#### Olimpiadi
- 1 medaglia:
  - 1 oro (5000 m staffetta a Soči 2014).

#### Europei
- 9 medaglie:
  - 3 ori (5000 m staffetta a Malmö 2013; 5000 m staffetta a Dresda 2014; 5000 m staffetta a Dordrecht 2015);
  - 4 argenti (1500 m e 5000 m staffetta a Heerenveen 2011; 5000 m staffetta a Mladá Boleslav 2012; 5000 m staffetta a Torino 2017);
  - 2 bronzo (1000 m e classifica generale a Heerenveen 2011).

### Pattinaggio di velocità

#### Mondiali distanza singola
- 2 medaglie:
  - 2 bronzi (inseguimento a squadre a Salt Lake City 2020; inseguimento a squadre a Heerenveen 2021).

#### Europei
- 1 medaglia:
  - 1 bronzo (mass start a Kolomna 2018).